# Cui prodest?
Cui prodest? (lett. "a chi giova?"), a volte resa anche come cui bono? ("chi ne beneficia?"), è una locuzione latina utilizzata nel discorso come elemento retorico per domandarsi chi sia l'effettivo beneficiario di una determinata azione o evento.
L'espressione cui bono? fu coniata da Lucio Cassio Longino Ravilla, durante il processo a Marco Emilio Lepido Porcina, con la quale egli si chiedeva quale fosse il vero beneficiario di un'azione imputata a una certa persona.
La locuzione fu ripresa più tardi da Cicerone, nella orazione Pro Milone, e nella Pro Roscio Amerino.
Le stesse parole vengono pronunciate da Medea nell'omonima tragedia di Seneca, che ai versi 500-501 afferma: "cui prodest scelus, is fecit", cioè "colui al quale il crimine porta vantaggi, egli l'ha compiuto".
Il concetto è applicato nella ricerca investigativa: la scoperta di un possibile movente costituisce un indizio nell'individuazione del colpevole. La locuzione è inoltre impiegata sempre con funzione retorica nei commenti politici e, più in generale, nel linguaggio comune.